# Fantasía cromática y fuga
La Fantasía cromática y fuga en re menor, BWV 903, es una obra para clavecín de Johann Sebastian Bach. Bach probablemente la compuso durante su estadía en Köthen de 1717 a 1723. La pieza ya era considerada como una obra maestra única durante su vida. En la actualidad se toca a menudo con piano. 

## Estructura
Por sus características, la pieza pasó a conocerse como Cromática, término que no tiene su origen en Bach. 

### Fantasía
La fantasía cromática comienza como una toccata con subidas y bajadas rápidas en notas de treinta segundos (semicorcheas) y acordes rotos en tresillos de semicorcheas (semicorcheas), que a menudo son acordes de séptima disminuidos alineados en semitonos. La segunda parte es una serie de acordes iniciales suaves muy claros y modulantes de forma remota que están escritos en las copias más antiguas como "Arpegio", es decir, requieren un acorde extendido. La tercera parte se titula Recitativo e incluye una variedad de melodías ornamentadas, enriquecidas y muy expresivas. Esta parte contiene varios equivalentes enarmónicos. El recitativo termina con pasajes que se hunden cromáticamente en acordes de séptima disminuidos por encima del punto del pedal en Re. 

### Fuga
El tema de la fuga consiste en una línea de semitono ascendente de La a Do, aquí de la tercera a la quinta de Re menor a la tonalidad relativa mayor de Fa mayor . 

## Recepción e interpretación
El estilo de toccata virtuoso e improvisado de la fantasía, en el que ambas manos se alternan rápidamente, el carácter expresivo, tonalmente experimental y la tonalidad de Re menor puso la obra junto a la famosa Toccata y Fuga en re menor, BWV 565. Ambas obras son composiciones excepcionales y, por lo tanto, particularmente populares en la música para teclados de Bach. Esta valoración fue compartida por los contemporáneos de Bach. El primer biógrafo de Bach, Johann Nikolaus Forkel, escribió: “Me he esforzado mucho para encontrar otra pieza de este tipo de Bach. Pero fue en vano. Esta fantasía es única y nunca ha sido superada".
Las interpretaciones de la pieza del siglo XIX son ejemplos del enfoque romántico de las obras de Bach durante ese período. Felix Mendelssohn, el fundador del resurgimiento de Bach, interpretó esta fantasía en febrero de 1840 y 1841 en una serie de conciertos en la Leipzig Gewandhaus y deleitó al público. Atribuyó este efecto a la interpretación libre de los arpegios de la fantasía. Usó los efectos de sonido del piano de cola de la época a través de dinámicas diferenciadas, acentuando las notas altas y doblando las notas de los bajos del pedal. Esta interpretación se convirtió en el modelo para el adagio de la segunda sonata para violonchelo y piano de Mendelssohn (Op.58), escrita entre 1841 y 1843. Esta obra da a las notas altas de los arpegios de piano una melodía coral mientras que el violonchelo toca un recitativo extenso que se asemeja al de la Fantasía Cromática y cita su pasaje final. 
Esta interpretación romántica fue formativa; muchos pianistas y compositores famosos, incluidos Franz Liszt y Johannes Brahms, utilizaron la obra como una demostración de virtuosismo y expresividad en su repertorio de conciertos. Se reimprimió en muchas ediciones con notas interpretativas e instrucciones de escala. Max Reger reelaboró la pieza para el órgano. Incluso desde el surgimiento del movimiento de interpretación históricamente informado, sigue siendo una de las obras de teclado más populares de Bach.
Hay interpretaciones románticas de Edwin Fischer, Wilhelm Kempff y Samuil Feinberg, e incluso Alfred Brendel al piano de cola y Wanda Landowska al clavecín. Glenn Gould presentó una interpretación no romántica con acentos sorprendentes y sin pedal, que influyó en pianistas más recientes como András Schiff y Alexis Weissenberg. El pianista Agi Jambor combinó sonoridades y colores románticos con una clara guía de voz y enfatizó las relaciones estructurales de la obra. En 1940 Kaikhosru Shapurji Sorabji compuso una paráfrasis virtuosa de la fantasía como el 99.º de sus Études trascendantes.

## Transcripciones
La obra ha sido transcrita para viola sola por Zoltán Kodály en 1950. Hay una transcripción para guitarra clásica de Philip Hii, y Busoni realizó dos transcripciones tanto para piano solo como para violonchelo y piano, que están catalogadas como BV B 31 y 38, respectivamente. Jaco Pastorius tocó las partes iniciales en el bajo eléctrico en su álbum de 1981 Word of Mouth, y el violonchelista Johann Sebastian Paetsch hizo una transcripción para violonchelo solo en 2015 y la publicó el Hofmeister Musikverlag en Leipzig. 

## Literatura
Urtext Edición
- Rudolf Steglich (ed.): Johann Sebastian Bach: Chromatische Fantasie und Fuge d-moll BWV 903: Urtext without fingerings. G. Henle, 2009,
- Ulrich Leisinger (ed.): Johann Sebastian Bach: Chromatische Fantasie + Fuge (BWV 903/903a). Klavier, Cembalo. Wiener Urtext Edition, Schott Verlag,
- Heinrich Schenker: J.S. Bach's Chromatic Fantasy and Fugue: Critical Edition With Commentary. Longman Music Series, Schirmer Books 1984, ISBN 0028732405

Análisis musical
- Martin Geck (ed.): Bach-Interpretationen. Vandenhoeck und Ruprecht, Segunda edición, Göttingen 1982, ISBN 3525332769, p. 57–73 and 213–215
- Stefan Drees: Vom Sprechen der Instrumente: Zur Geschichte des instrumentalen Rezitativs. Peter Lang, Frankfurt am Main 2007, ISBN 3631564783, p. 75–78